# Mozaika ogórka

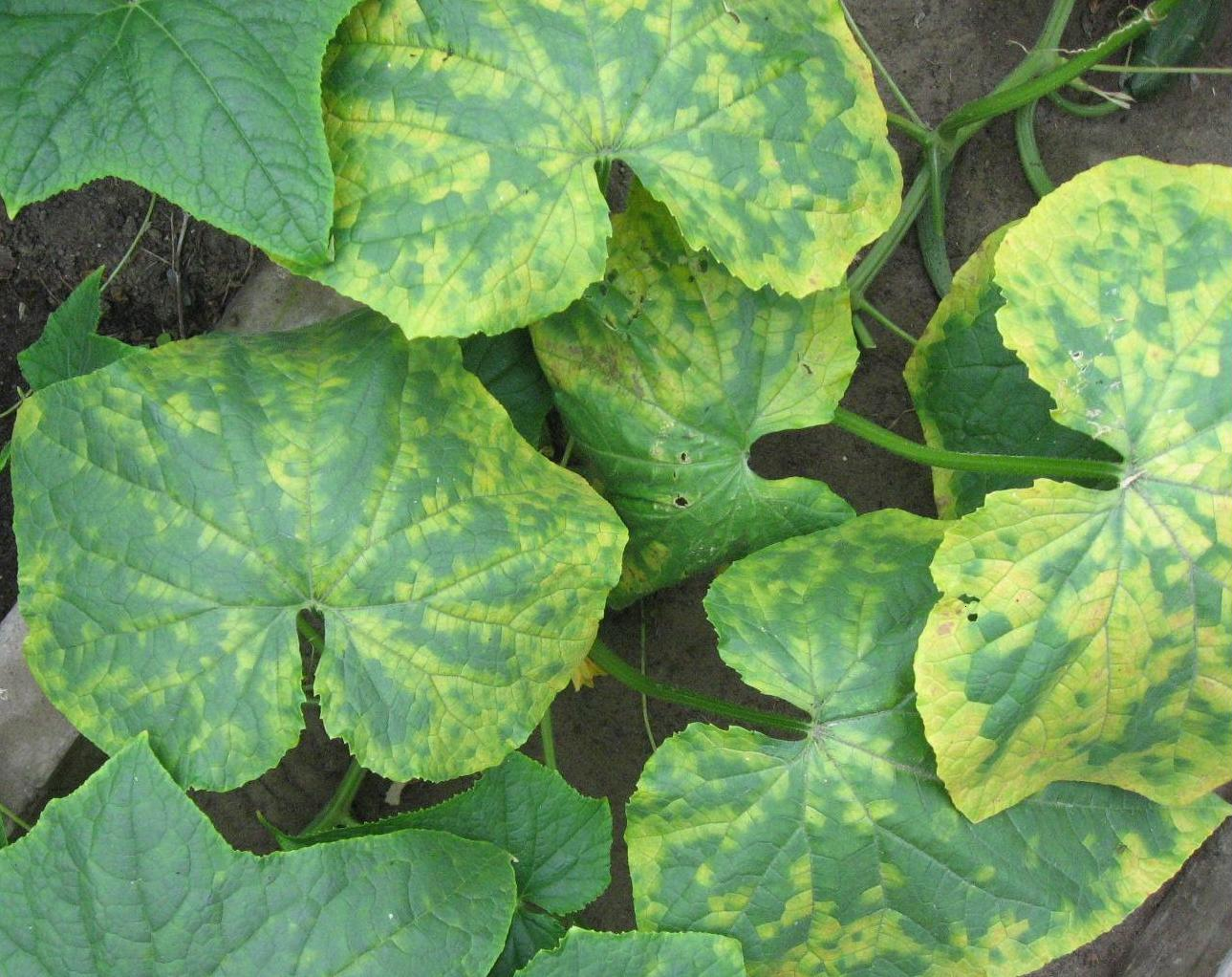
Objawy na liściu ogórka

Mozaika ogórka – wirusowa choroba ogórka wywołana przez wirusa mozaiki ogórka (ang. cucumber mosaic virus, CMV). Jest to choroba z grupy mozaik.

## Występowanie i szkodliwość
Wirus mozaiki ogórka (CMV) to rozprzestrzeniony na całym świecie polifag. W naturze występuje na ponad 200 gatunkach roślin należących do 85 rodzin. Eksperymentalnie udało się nim zaszczepić jeszcze ponad 1000 innych roślin. Występuje na licznych roślinach uprawnych: dyniowate (ogórek, dynia, melon), szpinak, pomidor, marchew, seler, pietruszka, buraki, groch, bób, sałata, łubin, gryka i licznych roślinach ozdobnych (m.in. aster chiński, lilie, mieczyk, dalie, fiołek, floks, hortensja, chryzantema, lobelia, nagietek, nasturcja, ostróżka, pelargonia, petunia, pierwiosnek, tulipan). W uprawie ogórka może wyrządzić duże szkody. Występuje zarówno w uprawie polowej, jak i pod osłonami.
Oprócz mozaiki ogórka wśród roślin uprawnych w Polsce wirus CMV powoduje jeszcze mozaikę ogórka na cebuli, mozaikę ogórka na pomidorze, mozaikę ogórka na selerze, mozaikę szpinaku, zieloną cętkowaną plamistość liści porzeczki, brunatnienie łubinu oraz mozaiki i inne choroby wielu roślin ozdobnych.

## Objawy
Na liściach porażonego ogórka powstaje żółto-zielona mozaika. Ponieważ porażone (żółte) części liścia rosną wolniej, następuje pomarszczenie i falistość blaszki liściowej. Zmienić się może także kształt liści. Zainfekowane rośliny rosną słabiej i zawiązują mniej owoców, które ponadto są gorszej jakości; mają nierówną powierzchnię, są słabiej wybarwione, często z chlorotycznymi plamami i brodawkowatymi wypukłościami. Przy bardzo silnym porażeniu rośliny przedwcześnie zamierają.
CMV u większości gatunków żywicieli powoduje infekcję ogólnoustrojową, ale u niektórych (np. u lucerny) choroba przebiega bezobjawowo. Stanowi to problem, w niektórych rejonach lucerna staje się bowiem ważnym rezerwuarem przetrwania dla tego wirusa.

## Epidemiologia
Źródłem infekcji pierwotnych są liczne gatunki dziko rosnących roślin wieloletnich. Wirus CMV zimuje także w roślinach uprawianych pod osłonami, w karpach szparaga i w porażonych tkankach bylin uprawianych w glebie. Przenoszony jest z nich na rośliny uprawne głównie przez mszyce. Opisano już ponad 60 ich gatunków będących wektorami tego wirusa, ale największe znaczenie mają: mszyca ogórkowa, mszyca brzoskwiniowo-ziemniaczana i mszyca ziemniaczana smugowa. Może być przenoszony także przez mechaniczną inokulację, jednakże ten sposób w naturze odgrywa niewielką rolę. Nasilenie choroby w danym rejonie zależy głównie od wielkości i aktywności populacji mszyc, a także od liczby porażonych roślin na obszarze służącym jako rezerwuar wirusa.
W organizmie rośliny wirus na krótkie odległości (między sąsiednimi komórkami) przemieszcza się przez plazmodesmy, na większe przez łyko.

## Ochrona
Można tylko zapobiegać chorobie. Do rozmnażania roślin należy brać wyłącznie zdrowe okazy. Rozpoznaje się je wizualnie, ewentualnie specjalnymi testami serologicznymi. W uprawie polowej należy usuwać chwasty i zwalczać mszyce. Pod uprawę wybiera się pola oddalone od siedlisk roślin będących żywicielami wirusa CMV. Zainfekowane rośliny należy usunąć i zniszczyć, aby wyeliminować rośliny jako potencjalne rezerwuary wirusa. W miarę możności należy uprawiać odmiany odporne na wirusa CMV. Nie istnieją odmiany całkowicie odporne, niektóre wykazują jednak częściową odporność.
Nie należy profilaktycznie stosować insektycydów do zwalczania mszyc. Obserwacje wykazały, że jest to nieskuteczne.